# عبد الرحمن جامع بري
عبد الرحمن جامع بري (بالصومالية: Cabdiraxmaan Jaamac Barre) ـ (1937 ـ 15 أغسطس 2017) هو سياسي صومالي، شغل منصب وزير الشؤون الخارجية للجمهورية الديمقراطية الصومالية مرتين، ثم شغل لاحقًا منصب وزير المالية. وهو أول نائب لرئيس وزراء الصومال.
كان بري يحمل درجة الدكتوراه من كلية التدريس بجامعة بادوا الإيطالية، حيث حصل على هذه الدرجة في مطلع ستينيات القرن العشرين، وهو أخ غير شقيق للرئيس الصومالي السابق محمد سياد بري.